# Caffarel
La Caffarel è un'azienda italiana specializzata nel settore della produzione e vendita di prodotti dolciari e nella produzione di cioccolato fondata nel 1826, dal 1997 appartenente al gruppo Lindt & Sprüngli.

## Storia[1][2][3][4]
Nel 1826 Pier Paul Caffarel, nato nel 1783 a San Giovanni, nelle Valli occitane valdesi, oggi Luserna San Giovanni, rilevò una laboratorio per la produzione di cioccolato dal luganese Giovanni Martino Bianchini, sul sito che era già stato sede della conceria Watzenborn o Landau,  situata in via Balbis 10, nel quartiere San Donato di Torino. La localizzazione nel nascente borgo industriale di San Donato non era casuale: la via era prospiciente a un canale da cui si traeva la forza motrice per il movimento delle macchine idrauliche, inoltre via Balbis si trovava vicino a un importante asse di traffico (attuale corso Principe Oddone) ed era appena fuori la stazione di Porta Susa.
Caffarel acquistò una macchina industriale, inventata dal genovese Bozelli, in grado di produrne oltre 320 kg al giorno, una quantità notevole per l'epoca.
L'energia elettrica per macinare i semi di cacao era fornita dalla ruota idraulica della ex conceria, alimentata dalle acque del canale di Torino.  Il secondo importante acquisto industriale fu una macchina idraulica, costruita dal piemontese Doret, in grado di raffinare la polvere di cacao e miscelarla con zucchero e vaniglia.
Lo stabilimento industriale conobbe alcune riduzioni e ristrutturazioni in seguito ai piani di riordino urbanistico dei nuovi borghi industriali, forno presentati progetti di ampliamento e ristrutturazione nel 1876 e nel 1881, inoltre il prolungamento di via San Domenico (oggi via Avet) tagliò drasticamente la proprietà dividendola in due aree separate. L'ingresso agli stabilimenti avveniva da via Carena 2 e da via Avet 5.

### L'incontro con Prochet
Nel 1845 il figlio Isidore successe al fondatore. In seguito, il figlio di Isidore, Ernesto Alberto Caffarel,  incontrò un altro rinomato artigiano del cioccolato, Michele Prochet, e la cioccolateria Prochet Gay & C. si fuse con la Caffarel Padre e Figlio, dando vita alla Caffarel-Prochet.

### Il trasferimento a Luserna San Giovanni
Nel 1967 l Caffarel abbandonò gli storici locali in San Donato a Torino e si trasferisce nella sede di Luserna San Giovanni, in Val Pellice, provincia di Torino. Gli immobili storici in Torino sono stati demoliti e al loro posto sorge un condominio e dei bassi fabbricati.

### Il Gianduiotto[1][10]
Nel 1852 Prochet, impastando accuratamente cacao e zucchero con la nocciola Tonda Gentile delle Langhe, macinata, creò un nuovo tipo di impasto di cioccolato e, nel 1865, avviò la produzione di un cioccolatino speciale, dalla forma tipica, che chiamò «givo» (termine tratto dal piemontese "givo", che significa "mozzicone di sigaro").
Nell'Ottocento il Carnevale di Torino era molto famoso e coinvolgeva tutte le piazze e le vie centrali della città. Nei giorni di Carnevale, nelle strade si accalcava una grande moltitudine di persone in maschera e si svolgevano grandi sfilate di carri, dai quali le maschere gettavano dolci alla gente. Nel 1865, durante la festa di Carnevale, Caffarel, attraverso la maschera di Gianduja («Gian d'la duja, cioè «Giovanni del Boccale», caratteristica maschera piemontese dal cappello a tricorno, simbolo della lotta per l'indipendenza che si combatté in Piemonte nel 1799), regalò alla folla assiepata sotto il suo carro i nuovi cioccolatini; è allora che il givo cambiò nome e divenne «Gianduiotto» e la pasta di cioccolato e nocciole prese il nome di Gianduia. La Caffarel produce tuttora il «Gianduiotto 1865», con la data ben in vista sulla tradizionale stagnola dorata.
Nel 1869 il re Vittorio Emanuele II le conferisce il brevetto di Fornitori della Real Casa.

### Al Gruppo Lindt & Sprüngli e successiva fusione per incorporazione con Lindt Italia
Nel settembre 1997 gli ultimi proprietari dell'azienda, le famiglie Audiberti e Bachstad, hanno ceduto Caffarel per circa cento miliardi di lire al gruppo svizzero Lindt & Sprüngli. Da allora si è susseguita una moltitudine di amministratori delegati.

## Produzione
Oltre al gianduiotto, Caffarel produce cremini, tavolette di cioccolato, creme da spalmare, panettoni, pandori, caramelle e altri prodotti come semilavorati per pasticcerie e gelaterie.
Dal Natale 2014 collabora con la fondazione Telethon, distribuendo il cuore di cioccolato, prodotto solidale distribuito dai volontari nelle principali piazze italiane.

## Distribuzione
La distribuzione dei cioccolatini Caffarel raggiunge oggi 40 paesi esteri: dall'Europa all'America, dal Medio all'Estremo Oriente.